# Coca-Cola Vanilla
Coca-Cola Vanilla (наричана преди Vanilla Coke) е газирана безалкохолна напитка, разновидност на Кока-Кола, с увеличено съдържание на ванилия, произвеждана от Coca-Cola Company.
Кока-кола с екстра ванилия е произведена за първи път през 1982 година и е представена на панаира в Ноксвил, щат Тенеси. По-късно идеята е изоставена. В началото на XXI век започва да се произвежда и за кратко време става хит сред потребителите. От самата компания признават, че:
„Това е най-голямата иновация след пускането на Coca-Cola Light през 1983 година“.